# 中西夢乃
中西 夢乃（なかにし ゆめの、1996年8月8日 - ）は、日本の女優。身長165cm、体重50kg。劇団ひまわり所属。

## 主な出演

### テレビ番組
情報・バラエティ番組
- 乙女屋雑貨店（2006年、NHK総合）

テレビドラマ
- 純情きらり（2006年、NHK総合） - あかね 役
- 硫黄島〜戦場の郵便配達〜（2006年、フジテレビ） - 市丸俊子 役
- わたしが子どもだったころ・大石静(2006年、NHK総合） - 女友達B 役
- ディロン〜運命の犬ふたたび（2008年、NHK総合）
- 鈴木先生（2011年、テレビ東京） - 桂チカ 役

### 映画
- 歌謡曲だよ、人生は「みんな夢の中」（2007年）
- 大阪ハムレット（2009年） - 王子 役

### CM
- エステー
  - 「エアウォッシュ」
  - 「消臭ポット」
  - 「お花畑で社名変更」
  - 「イルカクイズ」置くタイプ・トイレケア・ミストプラス編

### 吹き替え
- 長ぐつをはいたネコ